# 印度枝鱨
印度枝鱨，為輻鰭魚綱鯰形目鱨科的其中一種，為熱帶淡水魚類，分布於亞洲印度雅魯藏布江流域，棲息在底層水域，生活習性不明。